# Mu Kanazaki
Mu Kanazaki (Tsu, 16 de fevereiro de 1989), é um futebolista Japonês que atua como meio-campo. Atualmente, joga pelo Ryukyu.

## Carreira
Mu Kanazaki começou a carreira no Oita Trinita.